# Mãe d'Água
Mãe d'Água est une ville brésilienne de l'ouest de l'État de la Paraíba.
Sa population était estimée à 4 017 habitants en 2007. La municipalité s'étend sur 177 km2.